# Andrzej Sypytkowski
Andrzej Sypytkowski (Korsze, Vàrmia i Masúria, 14 d'octubre de 1963) va ser un ciclista polonès, que fou professional entre 1994 i 1998.
Com a amateur va guanyar la medalla de plata en la prova de 100 km contrarellotge per equips als Jocs Olímpics de 1988. L'any següent repetí medalla en la mateixa prova al Campionat del món.

## Palmarès
- 1986
  - Vencedor d'una etapa de la Volta a Polònia
- 1987
  - 1r a la Małopolski Wyścig Górski
- 1988
  -  Medalla de plata als Jocs Olímpics de Seül a la prova de Contrarellotge per equips, amb Joachim Halupczok, Zenon Jaskuła i Marek Lesniewski
- 1995
  -  Campió de Polònia en ruta
- 1997
  - 1r a la Bałtyk-Karkonosze Tour i vencedor d'una etapa
- 1998
  - 1r a la Szlakiem Grodów Piastowskich
- 1999
  - 1r a la Volta al Japó i vencedor d'una etapa
  - 1r a la Dookoła Mazowsza